# Magical Somera-chan
Magical Somera-chan (不思議なソメラちゃん?, Fushigi na Somera-chan, lett. "La misteriosa Somera-chan") è un manga yonkoma scritto e disegnato da Choborau Nyopomi. Inizialmente pubblicato sul Manga Palette Lite della Ichijinsha, è stato poi serializzato sul Manga 4-koma Palette della stessa casa editrice sotto il titolo di Fushigi na Somera-chan: haute couture. Un adattamento anime, realizzato dalla Seven, è stato trasmesso in Giappone tra il 7 ottobre e il 23 dicembre 2015.

## Personaggi

La protagonista Somera

Somera Nonomoto (野々本ソメラ?, Nonomoto Somera)
Doppiata da: Sayaka Nakaya
La primogenita dei Nonomoto, ossia una ragazza detentrice del "pugno magico Nonomoto" (野々本魔法拳?, Nonomoto mahō-ken), ereditato dalla madre ormai defunta.
Kukuru Nonomoto (野々本ククル?, Nonomoto Kukuru)
Doppiata da: Kaede Hondo
La sorella minore di Somera.
Shizuku Tendō (天童 雫?, Tendō Shigeku)
Doppiata da: Rika Momokawa
Un'amica e vicina di casa di Somera.
Ai Matsushima (松嶋あい?, Matsushima Ai)
Doppiata da: Maria Naganawa
Una ragazza in cerca della sorella dispersa.

## Media

### Manga
Il manga, scritto e disegnato da Choborau Nyopomi, è stato serializzato sul Manga Palette Lite della Ichijinsha dal 2 agosto 2008 al 2 aprile 2011, cioè quando la rivista smise di essere pubblicata. I capitoli sono stati raccolti in due volumi tankōbon, che sono stati pubblicati rispettivamente il 22 luglio 2010 e il 22 giugno 2011.
| Nº | Data di prima pubblicazione | Data di prima pubblicazione | Data di prima pubblicazione |
| Nº | Giapponese                  | Giapponese                  |                             |
| -- | --------------------------- | --------------------------- | --------------------------- |
| 1  | 22 luglio 2010              | ISBN 978-4-7580-8093-4      |                             |
| 2  | 22 giugno 2011              | ISBN 978-4-7580-8126-9      |                             |

Un sequel, intitolato Fushigi na Somera-chan: haute couture (不思議なソメラちゃん オートクチュール?, Fushigi na Somera-chan ōto kuchūru, lett. "La misteriosa Somera-chan: alta moda"), ha iniziato la serializzazione sul Manga 4-koma Palette, sempre edito dalla Ichijinsha, il 22 aprile 2015, dopo che l'annuncio dell'anime spinse vari lettori a richiedere il ritorno della serie. Il primo volume tankōbon è stato pubblicato il 22 dicembre 2015 e al 22 febbraio 2017 ne sono stati messi in vendita in tutto due.
| Nº | Data di prima pubblicazione | Data di prima pubblicazione | Data di prima pubblicazione |
| Nº | Giapponese                  | Giapponese                  |                             |
| -- | --------------------------- | --------------------------- | --------------------------- |
| 1  | 22 dicembre 2015            | ISBN 978-4-7580-8255-6      |                             |
| 2  | 22 dicembre 2017            | ISBN 978-4-7580-8281-5      |                             |

### Anime
L'adattamento anime, inizialmente fatto passare per un pesce d'aprile dalla Ichijinsha, fu poi confermato dall'azienda. La serie televisiva, animata dallo studio Seven e prodotta dalla Dream Creation per la regia di Itsuki Imazaki, è andata in onda dal 7 ottobre al 23 dicembre 2015. La storia è stata adattata sia dal manga originale sia dal sequel Haute couture. In Italia e nel resto del mondo, ad eccezione dell'Asia, gli episodi sono stati trasmessi in streaming, in contemporanea col Giappone, da Crunchyroll.

#### Episodi
| Nº | Titolo italiano Giapponese 「Kanji」 - Rōmaji | In onda          | In onda |
| Nº | Titolo italiano Giapponese 「Kanji」 - Rōmaji | Giapponese       |         |
| 1  | — 「始まってるよ！これが野乃本魔法拳！！」 - Hajimatteruyo! Kore ga Nonomoto mahō ken!!                                                                                       | 7 ottobre 2015   |         |
| 2  | Iniziano le prime audizioni per nuovi personaggi di Magical Somera-chan! 「始まってるよ！第一回新キャラ オーディション！！」 - Hajimatteruyo! Daiichikai shin kyara ōdishon!! | 14 ottobre 2015  |         |
| 3  | Iniziamo con gli invasori spaziali! 「始まってるよ！宇宙からの侵略者！！」 - Hajimatteruyo! Uchū kara no shinryakusha!!                                                       | 21 ottobre 2015  |         |
| 4  | Inizia la grande celebrità di Matsushima! 「始まってるよ！松嶋大人気！！」 - Hajimatteruyo! Matsushima daininki!!                                                             | 28 ottobre 2015  |         |
| 5  | Inizia il piano di sterminio dell'umanità del dr. Wormie! 「始まってるよ！Dr.ウォミーの人類殲滅計画！！」 - Hajimatteruyo! Dr. Womī no jinrui senmetsu keikaku!!              | 4 novembre 2015  |         |
| 6  | Inizia! Kukuru e la mangiafemmine! 「始まってるよ！ククルとメスぱっくん！！」 - Hajimatteruyo! Kukuru to mesu pakkun!!                                                        | 11 novembre 2015 |         |
| 7  | Inizia! Somera contro Matsushima! 「始まってるよ！ソメラVS松嶋！！」 - Hajimatteruyo! Somera VS Matsushima!!                                                                  | 18 novembre 2015 |         |
| 8  | Inizia! Il dio della creazione Dömunperg! 「始まってるよ！創造神ドムンペルグ！！」 - Hajimatteruyo! Sōzōshin Domunberugu!!                                                    | 25 novembre 2015 |         |
| 9  | Inizia! Matsushima e un addio alla modificata! 「始まってるよ！松嶋とさようなら組み換え！！」 - Hajimatteruyo! Matsushima to sayōnara kumikae!!                               | 2 dicembre 2015  |         |
| 10 | Inizia! L'intruso natalizio! 「始まってるよ！クリスマスの侵入者！！」 - Hajimatteruyo! Kurisumasu no shinnyūsha!!                                                             | 9 dicembre 2015  |         |
| 11 | Inizia l'operazione di sterminio dell'umanità! 「始まってるよ！全人類抹殺作戦！！」 - Hajimatteruyo! Zen jinrui massatsu sakusen!!                                            | 16 dicembre 2015 |         |
| 12 | Inizia l'ultima puntata di Somera-chan!! 「始まってるよ！ソメラちゃん最終回！！」 - Hajimatteruyo! Somera-chan saishūkai!!                                                    | 23 dicembre 2015 |         |